# Alpinizam u Srbiji
Alpinizam u Srbiji (Climbing in Serbia) postojao je i pre Drugog svetskog rata, ali ne kao organizovan pokret već samo kao aktivnost nekolicine pojedinaca. Raško Dimitrijević Архивирано на веб-сајту  (25. март 2016) i Stanko Aleksić su bili glavni predstavnici alpinizma tog doba. Svoje uspone su izvodili izvan Srbije, sami ili u društvu, najčešće, slovenačkih penjača. Njihova aktivnost je bila posledica ličnog interesa i nisu okupljali sebi slične. Mada neveliki po brojnosti i po aktivnostima u javnosti je ostao zapažen pisani trag o njima.

## Prva generacija
Alpinizam, kao širi i organizovan pokret u Srbiji, je započet tek oko pedesetih godina dvadesetog veka. Iz ovog perioda nikla je prva generacija srpskih alpinista. Prva generacija je uglavnom okupljena oko tri centra: Beograda, Bora i Niša. Učili su najčešće na svojim greškama. Bili su veliki entuzijazisti i sve radili srcem. Izgradili su mnoge planinarske objekte i formirali sve današnje penjačke centre. Podigli su alpinizam na nivo na koji su, objektivno gledano, mogli. Koristili su opremu koju danas više niko ne bi koristio. Odlikovali su se velikom hrabrošću, a alpinizam je svima bio hobi. Zvanje samostalnog alpiniste je dobilo oko 50-ak penjača iz tog vremena.

## Druga generacija
Započinje polovinom sedamdesetih godina dvadesetog veka. Alpinisti druge generacije su se odlikovali još većom smelošću i drskošću. Penjali su smeri kojima objektivno nisu bili dorasli. Podigli su alpinizam za stepenicu iznad one na kojoj su se zatekli. Cenu su platili većim brojem smrtnih ishoda. Osim u pomenuta tri centra, alpinizam postoji i u Kruševcu, Kragujevcu, Čačku, Požarevcu, Užicu... i po Vojvodini. Alpinizam se proširio u mnogo više gradova , ali se broj ljudi koji se njime bavio prepolovio. Zvanje samostalnog alpiniste u okviru druge generacije je steklo manje od 30-ak penjača. Druga generacija je iznedrila prve srpske instruktore alpinizma koji su bili kao matice oko kojih se odvijala dalja delatnost. Osim toga, druga genracija je iznedrila i prve alpinističke profesionalce. Najveći propust i prve i druge generacije je slabo oglašavanje u javnosti. Tako je ostavljen prazan prostor koji se popunjavao sa navodno alpinističkim predznakom, a da on sa vrednosnim alpinizmom nema baš velike veze.
Odsustvom pravih informacija kod nas je u javnosti ostao malo zastareli alpinistički motiv, osvajanje visine. Klasični ekspedicionizam i osvajanje visine u svetu su i dan danas napušteni pre nekoliko desetina godina. Kod nas su i dan danas prisutni. Čak i u Himalajima savremeni alpinisti primenjuju alpski stil. Prednost je u tome što penjač izvodi uspon bez velike ekipe sa minimalnom opremom i za najkraće moguće vreme. Manji troškovi, brzi usponi i minimalni rizici. Sa druge strane, kod nas novac jeste veliki problem, pa zato u ekipu ne ulaze samo najbolji, već uvek i samo oni koji isti obezbede. Uvek je veći deo ekipe sastavljen od ljudi sa skromnijim mogućnostima i znanjem. Rezultati su saglasni tome.

## Treća generacija
Treća generacija je u toku.

## Spoljašnje veze
- Архивирано на веб-сајту  (1. април 2015)